# フロントライン (お笑いコンビ)
フロントラインは、吉本興業広島事務所に所属する日本のお笑いコンビ。略称は「フロント」など。

## メンバー
- 古島 拓大（こじま たくお 広島県尾道市出身 1977年12月20日 O型 190cm 78kg） 
  - つっこみ担当
  - 身長が異常に高い
  - プロ野球選手の出身校を暗記することが得意
  - よく名前の漢字を間違われる
  - 母親と妹と実家の愛犬が『さんまのSUPERからくりTV』の「からくりビデオレター」のコーナーにて、2度出演し2度共クイズになった。
  - 実家で飼っている愛犬の名前は「ルー」。

- 石原 誠（いしはら まこと 広島県広島市出身 1972年10月10日 AB型 168cm 66kg）
  - ボケ、ネタ書き担当
  - 後輩を従えて「石原軍団」を作っている
  - トラック、戦艦大和、和柄が好きである
  - キャンピングカーに住んでいるからか、自分の事を「住所不定芸人」と呼んでいる。
  - 愛犬(プードル)の名前は「ヤマト」。
  - 『アグレッシブですけど、何か?』内での企画コーナー、「アタック25への道」の予選ペーパーテストを受けたが、番組メンバー9人の中で唯一0点だった。中島尚樹の説明によると、広島予選で全ての問題に答えを埋めたにもかかわらず全く正解が無かったのは後にも先にも石原が初めてと言う（2007年12月15日放送分より）。
  - いすゞ フォワードを所持。

## 来歴・概要
- NSC広島校1期生。
- NSC卒業後、D-Dライブなど広島で中心に活動を広げる。
- 以前はコント中心だったが、最近は専ら漫才をしている。
- 日常生活から時事風刺まで幅広くネタにする。
- 古島はスーツ、石原は白いつなぎで舞台に出ている。
- 大先輩である宮川大助・花子の公演にしばしば呼ばれる事から「大助・花子ファミリー」の一員と言われる事がある。
- 2007年末、関西ローカル番組であるオールザッツ漫才に出演した。
- M-1グランプリ出場資格は2018年で喪ったが、M-1グランプリ2022にはラジオDJの廣瀬桃子（元広島カープの廣瀬純の妻）を加えたトリオ「ピーチライン」として、アマチュア扱いで出場した[1]。

## 出演

### テレビ
現在
（なし）
過去（単発含む）
- ひろしま満点ママ!!（TSSテレビ新広島）
- ひろしま株式会社（テレビ新広島|TSSテレビ新広島）
- オールザッツ漫才200777（MBSテレビ）
- 夜型人間（RCCテレビ）
- アグレッシブですけど、何か?　（広島ホームテレビ）
- 恋とか愛とか（仮）（広島ホームテレビ）
  - コイカリ×アスリートSP第1弾 ｢ごっつぁんしない男｣（2020年9月）
- アインシュタインの出没!ひな壇団（RCCテレビ）

### ラジオ
現在
- 広島すまいるパフェ（FMちゅーピー） 楽屋トーク水曜日

過去（単発含む）
- フロントラインのVOICE JACK （FMななみ）
- フロントラインのお笑いカンムリわし（RCCラジオ）
- 假屋崎省吾のソレイユHappy Xmas（単発番組、石原のみ）

2007年12月2日に行われたイベントで15日の9：55～10：25に放送された

### 舞台
- よしもと D-D.LIVE （よしもと紙屋町劇場）
- よしもとにぎわい劇場
- よしもとブチLIVE

### CM
- NEXCO西日本